# پریوور، بودوا
پریوور (به لاتین: Prijevor) یک منطقهٔ مسکونی در مونته‌نگرو است که در بودوا واقع شده‌است. پریوور ۷۱۳ نفر جمعیت دارد.